# ایکس (ایندیانا)
ایکس، ایندیانا (به انگلیسی: Aix, Indiana) یک منطقهٔ مسکونی در ایالات متحده آمریکا است که در ایندیانا واقع شده‌است.

## خصوصیات
ایکس ۲۰۹٫۱ متر بالاتر از سطح دریا واقع شده‌است.